# The Afterparty (série télévisée)
Pour l’article homonyme, voir The Afterparty.
The Afterparty ou Après le party au Québec est une série télévisée américaine comique et policière en 18 épisodes d'environ 35 minutes créée par Christopher Miller et diffusée entre le 28 janvier 2022 et le 6 septembre 2023 sur Apple TV+,.

## Synopsis
La série se déroule lors d'une réunion d'anciens élèves, cependant après la fête un des membres est retrouvé mort. Durant chaque épisode le spectateur suit le point de vue d'un personnage différent et va découvrir ce qui s'est passé durant la soirée. Chaque épisode adopte un genre cinématographique qui est en lien avec le point de vue de son personnage (comédie romantique, thriller, course poursuite, animation, etc.).

## Distribution
Sauf indication contraire, les informations mentionnées dans cette section peuvent être confirmées par les bases de données cinématographiques IMDb et Allociné,  présentes dans la section « Liens externes ».

### Acteurs principaux
- Tiffany Haddish (VF : Laura Zichy) : Lieutenant Danner
- Sam Richardson (VF : Daniel Njo Lobé) : Aniq
- Zoë Chao (VF : Célia Asensio) : Zoe

#### Saison 1
- Ike Barinholtz (VF : David Krüger) : Brett
- Ben Schwartz (VF : Antoine Schoumsky) : Yasper
- Jamie Demetriou (VF : Stanislas Forlani) : Walt
- Ilana Glazer (VF : Laëtitia Coryn) : Chelsea
- Dave Franco (VF : Jim Redler) : Xavier

#### Saison 2
- John Cho (VF : Jérémy Prévost) : Ulysse
- Paul Walter Hauser (VF : Jérôme Wiggins) : Travis
- Ken Jeong (VF : Thierry Kazazian) : Feng
- Anna Konkle (en) (VF : Victoria Grosbois) : Hannah
- Poppy Liu (VF : Geneviève Doang) : Grace
- Elizabeth Perkins (VF : Danièle Douet) : Isabel
- Jack Whitehall (VF : Eilias Changuel) : Sebastian
- Zach Woods (VF : Benjamin Pascal) : Edgar
- Vivian Wu (VF : Rafaèle Moutier) : Vivian

### Acteurs secondaires
- John Early (en) (VF : Gauthier Battoue) : l'inspecteur Culp
- Tiya Sircar (VF : Adeline Chetail) : Jennifer #1
- Ayden Mayeri (VF : Lila Lacombe) : Jennifer #2
- Genevieve Angelson (en) (VF : Myrtille Bakouche) : Indigo
- Kelvin Yu (en) (VF : Stéphane Fourreau) : Ned
- Everly Carganilla (VF : Juliette Davis) : Maggie
- Mel Rodriguez : le capitaine Ostrander

### Invités
- Channing Tatum : lui-même
- Will Forte : lui-même
- Haley Tju : Veronica
- Jaleel White : lui-même

 Source et légende : version française (VF) sur RS Doublage

## Production

### Développement
En 2013, Phil Lord et Christopher Miller ont été attachés à la production d'un film The Reunion, une comédie sur une réunion d'anciens élèves, le film devait être produit par Phil Lord et Christopher Miller, ainsi que Jonathan Kadin et Hannah Minghella, et était écrit et réalisé uniquement par Christopher Miller. En 2014, Phil Lord et Christopher Miller étaient toujours optimistes quant à la réalisation de The Reunion tout en faisant la promotion de The Lego Movie.
Le 24 juin 2020, il a été annoncé qu'Apple TV+ avait donné une commande de huit épisodes, passant le film directement en série. La série est créée par Christopher Miller qui est également le showrunner et devrait produire aux côtés de Phil Lord tandis qu'Audrey Lee est productrice. Les sociétés de production impliquées dans la série devaient être composées de Sony Pictures Television, Lord Miller et TriStar Television,,.
En novembre 2021, il est annoncé que la série débutera sa diffusion le 28 janvier 2022 avec ses trois premiers épisodes, suivi par la suite d'un par semaine,. La bande annonce de la série fut publiée le 14 décembre suivant,.
Le 2 mars 2022, Apple TV+ a renouvelé le programme pour une deuxième saison seulement deux jours avant la diffusion du dernier épisode de la première saison.
Le 13 octobre 2023, la série est annulée.

### Attribution des rôles
En novembre 2020, il a été annoncé que la distribution comprendrait Tiffany Haddish, Sam Richardson, Ben Schwartz, Ike Barinholtz, Ilana Glazer et Dave Franco, les autres membres de la distribution furent dévoilés par Apple TV+ en octobre 2021 lors de la diffusion d'un premier teaser.

### Tournage
Le 11 novembre 2020, Chris Miller a confirmé que le tournage de la série avait officiellement commencé sur un post Instagram.
Le 17 février 2021, Chris Miller a révélé que le tournage de la série était terminé également par le biais d'un post Instagram.

## Épisodes

### Première saison (2022)
La diffusion a débuté le 28 janvier 2022 avec trois épisodes et s'est achevé le 4 mars suivant,.
1. Aniq (Aniq)
2. Brett (Brett)
3. Yasper (Yasper)
4. Chelsea (Chelsea)
5. Au lycée (High School)
6. Zoë (Zoe)
7. Danner (Danner)
8. Maggie (WhoDannert?)

### Deuxième saison (2023)
La diffusion a débuté le 12 juillet 2023 avec deux épisodes et s'achèvera le 6 septembre.
1. Anniq 2 : La Suite (Anniq 2: The Sequel)
2. Grace (Grace)
3. Travis (Travis)
4. Hannah (Hannah)
5. Sebastian (Sebastian)
6. Le Feu de Danner (Danner's Fire)
7. Ulysses (Ulysses)
8. Feng (Feng)
9. Isabel (Isabel)
10. Zoe et Vivian (Zoe & Vivian)